# Stojan Markow
Stojan Iwanow Markow, bulgarisch Стоян Иванов Марков (* 26. März 1942 in Pasardschik) ist ein bulgarischer ehemaliger Politiker der Bulgarischen Kommunistische Partei (BKP) in der Volksrepublik Bulgarien.

## Leben
Stojan Iwanow Markow absolvierte ein Studium am Institut für Energetik in Moskau, das er 1967 abschloss. Im Anschluss war er als Ingenieur am Forschungsinstitut für Instrumentierung und Automatisierung in Sofia tätig und wurde 1969 Mitglied der Bulgarischen Kommunistische Partei (BKP). 1971 übernahm er den Posten als stellvertretender Direktor des Wissenschafts- und Rechenzentrums des Ministeriums für Chemie und Metallurgie sowie später Abteilungsleiter im Ministerium für Schwerindustrie und Instrukteur des Zentralkomitees (ZK) der BKP. Nachdem er zwischen 1976 und 1979 Vize-Minister für Kommunikation war, wurde er 1979 Nachfolger von Tontscho Tschakarow Leiter der ZK-Abteilung für Industrie und Verkehr. Auf dem XII. Parteitag der BKP (31. März bis 4. April 1981) wurde er Mitglied des ZK, dem er bis zum 2. Februar 1990 angehörte. Er fungierte zwischen 1984 und 1989 als Erster Vize-Minister für Maschinenbau und damit als Stellvertreter von Minister Ognjan Doinow sowie anschließend von 1985 bis 1986 als Erster Vize-Vorsitzender des Komitees für Wissenschaft und technischen Fortschritt.
Am 25. Januar 1986 wurde er Kandidat des Politbüros des ZK der Bulgarischen Kommunistische Partei (BKP) und gehörte diesem Gremium nach seiner Bestätigung auf dem XIII. Parteitag (2. bis 5. April 1986) noch bis zum 14. Dezember 1988 an.
Stojan Markow, dem auch der Dimitroff-Preis verliehen wurde und der Mitglied der Bulgarischen Akademie der Wissenschaften war, übernahm am 19. Oktober 1985 den Posten als Vorsitzender des Komitees für Wissenschaft und technischen Fortschritt in der Regierung von Grischa Filipow und übte dieses Amt zwischen 24. März 1986 und dem 18. August 1987 auch in der Regierung von Georgi Atanassow aus. Am 27. Januar 1986 wurde er zudem Erster Vize-Vorsitzender des Ministerrates in der Regierung Filipow und bekleidete diese Funktion vom 21. März 1986 bis zum 18. August 1987 auch in der Regierung Atanassow.
Markow lebte später in Großbritannien und der Schweiz.